# BMW X7
BMW X7 – samochód osobowy typu SUV klasy luksusowej produkowany pod niemiecką marką BMW od 2018 roku.

## Historia i opis modelu

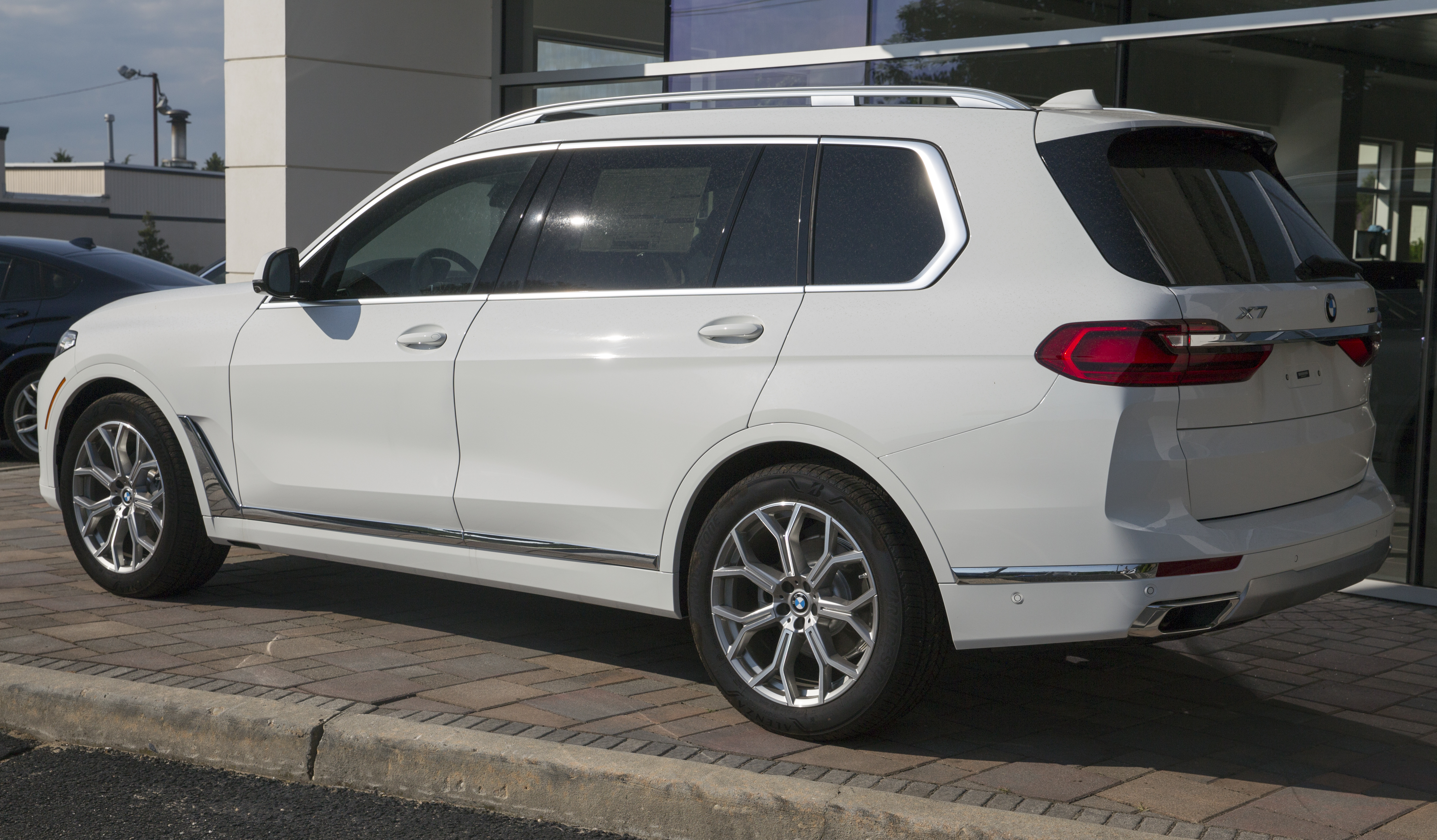
BMW X7 (G07) - tył

To całkowicie nowy model w gamie BMW. Nie ma bezpośredniego poprzednika. Plasuje się ono w segmencie F, w gronie najmasywniejszych i najbardziej luksusowych samochodów sportowo-użytkowych jako konkurent m.in. Mercedesa GLS i Range Rovera. Samochód przedstawiono po raz pierwszy jesienią 2018 roku jako seryjna odmiana rok wcześniej przedstawionego prototypu. Charakterystycznym elementem BMW X7 jest kanciasta sylwetka i masywna, duża atrapa chłodnicy. Samochód, wzorem BMW serii 7, przyozdobiono też dużą ilością chromu.
Samochód pomieści na pokładzie od 5 do 7 osób. Dostępny jest też w wielu różnych konfiguracjach obejmujących personalizację wzorów tapicerek, materiałów wykończeniowych i podświetlenia wnętrza.
BMW X7 produkowane jest w amerykańskich zakładach marki w Greer w Karolinie Północnej, a sprzedaż w Polsce ruszyła w marcu 2019 roku.

### Lifting

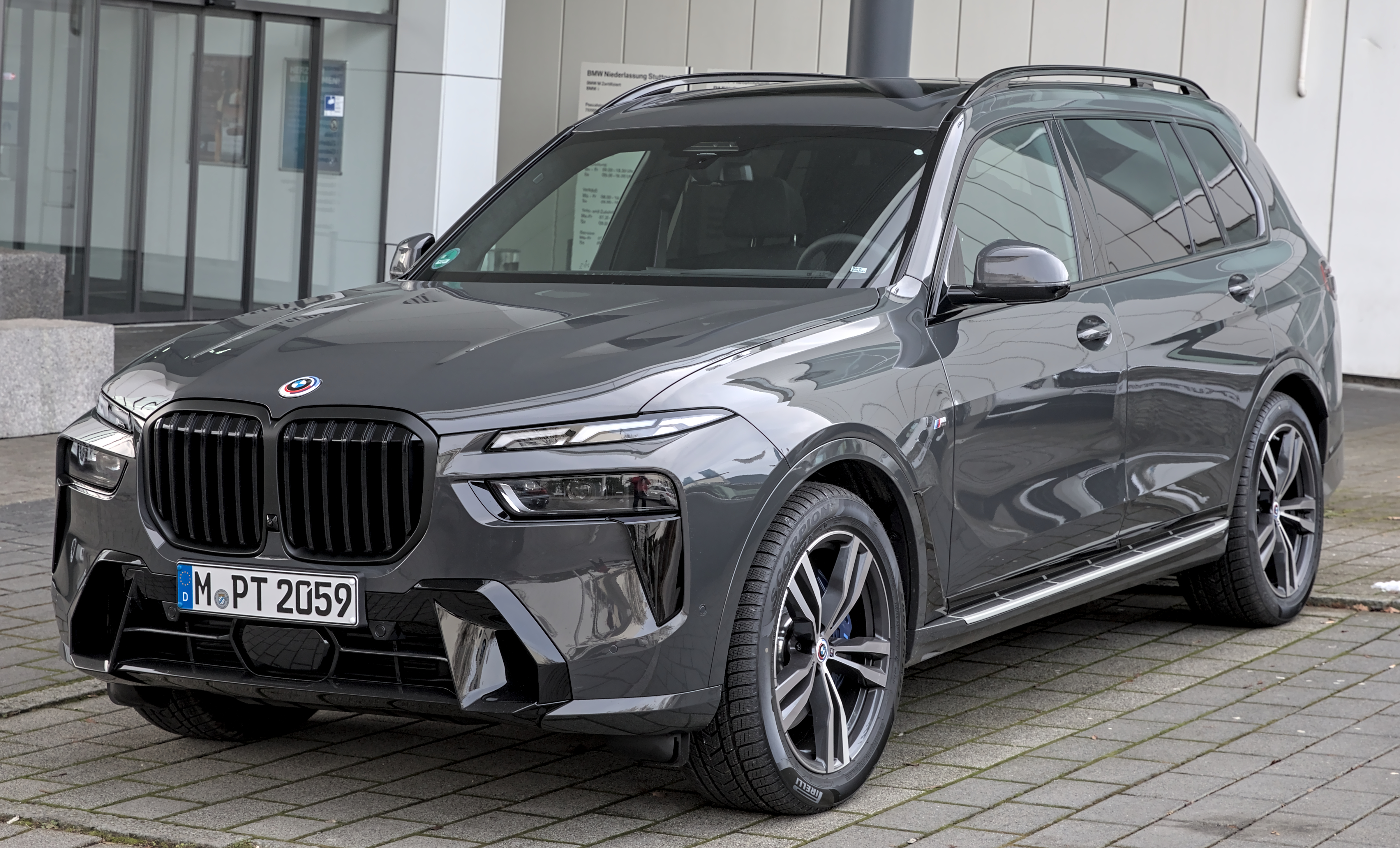
BMW X7 (G07) po liftingu

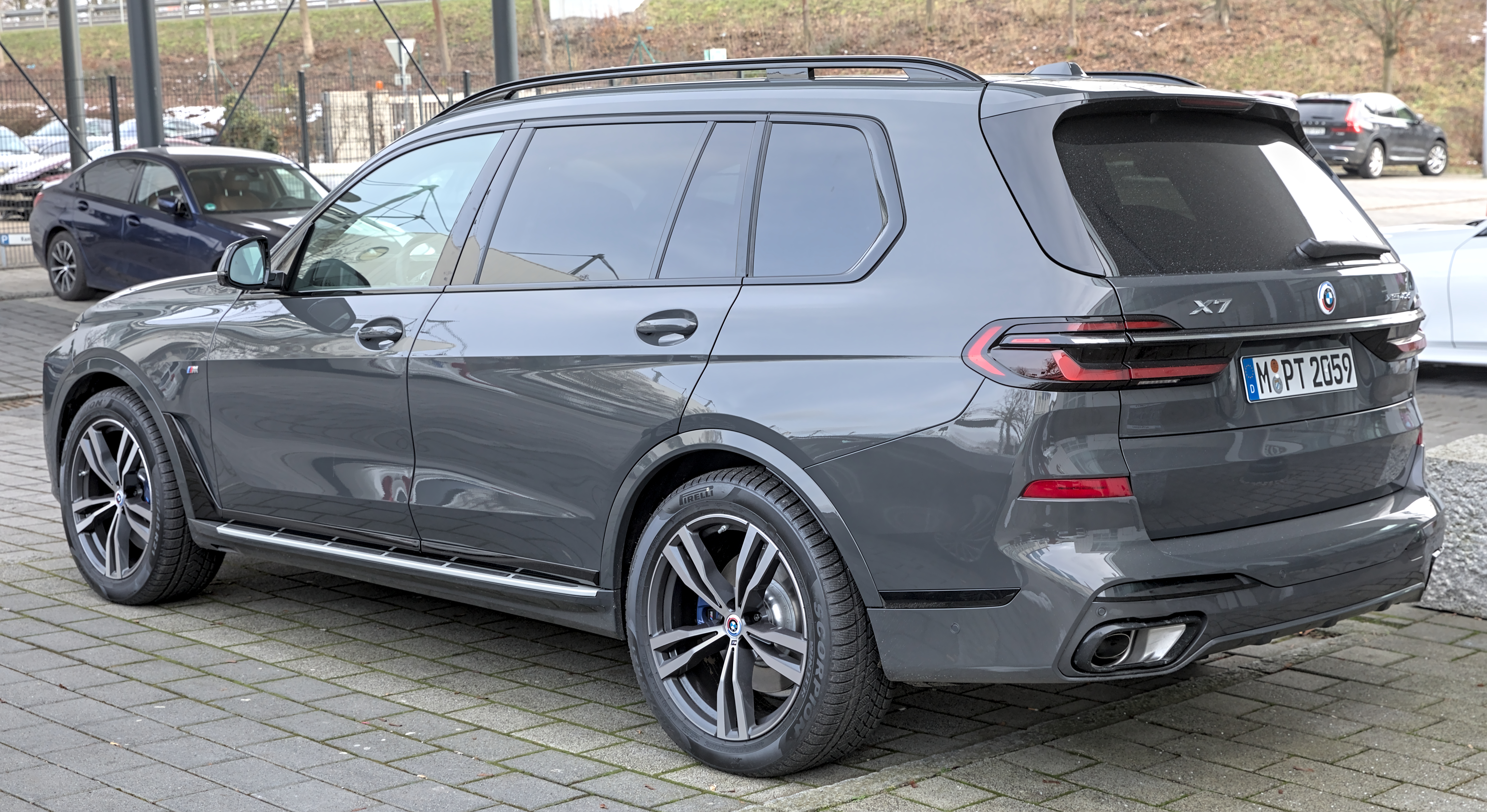
BMW X7 (G07) - tył po liftingu

W kwietniu 2022 roku auto przeszło lifting.

### Silniki[4][5][6]
| Model                 | Kod silnika        | Pojemność skokowa [cm³] | Moc maksymalna [KM] przy obr./min  | Maks. moment obrotowy [Nm] przy obr./min | Przyspieszenie 0–100 km/h [s] | Prędkość maks. [km/h] | Lata produkcji     |                    |                    |
| Silniki benzynowe:    | Silniki benzynowe: | Silniki benzynowe:      | Silniki benzynowe:                 | Silniki benzynowe:                       | Silniki benzynowe:            | Silniki benzynowe:    | Silniki benzynowe: | Silniki benzynowe: | Silniki benzynowe: |
| --------------------- | ------------------ | ----------------------- | ---------------------------------- | ---------------------------------------- | ----------------------------- | --------------------- | ------------------ | ------------------ | ------------------ |
| 40iX                  | B58B30             | 2998                    | 355 (USA), Europa 381KM /5500-6500 | 450/1500-5200                            | 6,1                           | 245                   | 2018-              |                    |                    |
| 50iX                  | N63B44M3           | 4395                    | 462                                |                                          |                               |                       | 2018-              |                    |                    |
| M50i X                | N63B44T3           | 4395                    | 530/5500-6000                      | 750/1800-4600                            | 4,7                           | 250                   | 2019-              |                    |                    |
| Silniki wysokoprężne: |                    |                         |                                    |                                          |                               |                       |                    |                    |                    |
| 30dX                  | B57D30             | 2993                    | 265/4000                           | 620/2000-2500                            | 7,0                           | 227                   | 2018-              |                    |                    |
| M50dX                 | B57D30             | 2993                    | 400/4400                           | 760/2000-3000                            | 5,4                           | 250                   | 2018-              |                    |                    |
| Silnik hybrydowy:     |                    |                         |                                    |                                          |                               |                       |                    |                    |                    |
| 40d Mild-Hybrid       | B57D30B, JA1       | 2993                    | 340+11                             | 700/1750-2250                            | 6,1                           | 245                   | 2019-              |                    |                    |